# フランチェスコ・ココ
フランチェスコ・ココ（Francesco Coco、1977年1月8日 - ）は、イタリア、カターニア県パテルノー出身の元同国代表の元サッカー選手。ポジション ディフェンダー(LSB LSH)。
左サイドでの抜け出し、巧妙な守備・パスワーク、意表をつくグラウンダーのクロスなどを見せ、「戦術を考えられる選手」と言われる。

## 経歴
ミランのプリマベーラ育ち。1995年、18歳でセリエAにデビュー。早くから才能を認められ「マルディーニの後継者」と言われるが、それゆえにポジションに恵まれず、ヴィチェンツァやトリノにレンタル移籍される。2000年、U21代表としてUEFA U-21欧州選手権優勝を勝ち取る。同年10月7日のルーマニア戦でイタリア代表デビューを飾った。
トリノのレンタルから戻った00-01シーズン、ザッケローニ監督のもとで左ウィングバックとして開花。チャンピオンズリーグ・バルセロナーミラン戦、1ゴール・1アシストの活躍を見せた。しかし、翌シーズンには新監督テリムの構想外となり、スペインリーグ・バルセロナにレンタル移籍。バルセロナでの初めてのイタリア人プレーヤーとなる。2002年日韓ワールドカップでは、イタリア代表として訪日した。
02-03シーズン、クラレンス・セードルフとのトレードでライバルチームのインテルに完全移籍。シーズン前半は椎間板ヘルニアが悪化し不調に終わったが、後半は復調ぶりをみせた。その後、4月のインテル対バレンシア戦で重傷の肉離れを負い、再び離脱。5月のチャンピオンズリーグ・準決勝で復帰したが、激しいタックルを受け、離脱した。
03-04シーズンも不運が続き、公式戦4試合で椎間板ヘルニアが悪化。11月に背中の手術を受けるが、手術は失敗。左足の神経が断絶し、動かなくなるという地獄に。選手生命は終わったと言われたが、粘り強くリハビリをし、04-05シーズンにはチームに復帰した。しかし、マンチーニ監督はココを好まず、構想外になった。1月には移籍を希望したが、クラブの方針は残留だった。
05-06シーズン。リヴォルノのドナドーニ監督の信頼をえて、リヴォルノにレンタル移籍。ウィングバックとして活躍し、「完全復活」と称された。しかし、不調のため欠場が予測されていた4月2日、UEFAカップ出場圏をかけた重要な戦いに無理をして出場。左膝靭帯断裂の重傷を負う。

06-07シーズン、膝の回復が思わしくなく、インテルでは部屋も与えられない冷遇を受けてきた。1月にようやくトリノにレンタル移籍したが、3試合の出場に留まった。
2007年9月7日、サッカー選手としてのキャリアに終止符を打った。
不運なキャリアの一方、その端正な顔つきと自身の認める女好きな性格から絶えず浮き名を流している。イタリアの国民的アイドル、マヌエラ・アルクーリとの交際と破局、そしてその後の私生活の乱れなどゴシップを常に賑わす波瀾万丈の20代を送った。
引退後はハリウッドスターへの道を歩み始めることを宣言したが失敗に終わっている。その後実業家として父親と共にカターニャやミラノにショップを開き、「Urban77」というオリジナルブランドを展開している。

## 代表歴

### 出場大会
- イタリア代表
  - 2002 FIFAワールドカップ

### 試合数
- 国際Aマッチ 17試合 0得点（2000年-2002年）[1]

| イタリア代表 | 国際Aマッチ | 国際Aマッチ |
| 年           | 出場        | 得点        |
| ------------ | ----------- | ----------- |
| 2000         | 3           | 0           |
| 2001         | 7           | 0           |
| 2002         | 7           | 0           |
| 通算         | 17          | 0           |